# Leif Andersson (Biathlet)
Bo Leif Andersson (* 26. April 1961 in Finspång) ist ein ehemaliger schwedischer Biathlet.
Leif Andersson war für Skidklubben Bore aktiv. In den 1980er und der ersten Hälfte der 1990er Jahre gehörte er zum schwedischen Nationalkader. Er nahm bei den Olympischen Winterspielen 1984 in Sarajevo erstmals an einem internationalen Großereignis teil. Im Sprint lief er auf den 24. Platz und erreichte mit Rang acht im Einzel sein bestes Einzelresultat bei Rennen der höchsten Klassen im Biathlonsport. Ein Jahr später nahm Andersson in Ruhpolding an seinen ersten Biathlon-Weltmeisterschaften teil und kam im Sprint zum Einsatz, den er als 29. beendete. Es dauerte bis zu den Weltmeisterschaften 1987 in Lake Placid, dass der Schwede erneut bei einem Großereignis antreten konnte. bei den Wettkämpfen in den USA wurde Andersson im Sprint 32. und lief im Einzel auf den 37. Platz. Im Jahr darauf startete er zum zweiten Mal bei Olympischen Spielen. In Calgary kam er erstmals in allen drei möglichen Rennen zum Einsatz. Im Sprint wurde er 57., im Einzel 37. sowie mit Peter Sjödén, Mikael Löfgren und Roger Westling als Schlussläufer der schwedischen Staffel Siebter. Bei den Weltmeisterschaften 1989 in Feistritz an der Drau und 1990 in Minsk startete Andersson nur in den Einzeln und erreichte die Plätze 36 und 48. Seinen größten internationalen Erfolg erreichte der Schwede bei den Olympischen Winterspielen 1992 in Albertville. Bei den in Les Saisies ausgetragenen Rennen wurde Andersson im Einzel zwar nur 38., doch gewann er mit Ulf Johansson, Tord Wiksten und Löfgren hinter den Staffeln aus Deutschland und der GUS die Bronzemedaille. Es war die erste Biathlon-Medaille für Schweden seit Lars-Göran Arwidsons Gewinn der Bronzemedaille im Einzel der Spiele 1972. 1993 nahm er zum fünften und letzten Mal an Weltmeisterschaften teil. In Borowez wurde er 34. des Einzels und kam mit der Staffel in Olympiabesetzung auf den sechsten Platz. Letztes Großereignis wurden Anderssons vierte Olympische Spiele 1994 in Lillehammer. Über 20 Kilometer wurde der Schwede 25., mit der Staffel wurde er Elfter.
Im Biathlon-Weltcup kam Andersson regelmäßig seit der ersten Hälfte der 1980er Jahre bis zur Saison 1994/95 zum Einsatz. Dabei erreichte er immer wieder Punkteränge, konnte aber nur sporadisch Ergebnisse unter den besten 20 erreichen. Nach seiner aktiven Karriere arbeitete er für den schwedischen Verband.

## Biathlon-Weltcup-Platzierungen
Die Tabelle zeigt alle Platzierungen (je nach Austragungsjahr einschließlich Olympische Spiele und Weltmeisterschaften).
- 1.–3. Platz: Anzahl der Podiumsplatzierungen
- Top 10: Anzahl der Platzierungen unter den ersten zehn (einschließlich Podium)
- Punkteränge: Anzahl der Platzierungen innerhalb der Punkteränge (einschließlich Podium und Top 10)
- Starts: Anzahl gelaufener Rennen in der jeweiligen Disziplin

| Platzierung                                                     | Einzel | Sprint | Verfolgung | Massenstart | Team | Staffel | Gesamt |
| --------------------------------------------------------------- | ------ | ------ | ---------- | ----------- | ---- | ------- | ------ |
| 1. Platz                                                        |        |        |            |             |      |         |        |
| 2. Platz                                                        |        |        |            |             |      |         |        |
| 3. Platz                                                        |        |        |            |             |      | 1       | 1      |
| Top 10                                                          | 1      |        |            |             |      | 4       | 5      |
| Punkteränge                                                     | 5      | 5      |            |             |      | 5       | 15     |
| Starts                                                          | 27     | 26     |            |             |      | 5       | 58     |
| Stand: Daten nicht komplett, mit Olympischen und WM-Ergebnissen |        |        |            |             |      |         |        |